# لويز دوبسون
لويز دوبسون (بالإنجليزية: Louise Dobson) هي لاعب هوكي الحقل أسترالية، ولدت في 1 سبتمبر 1972.

## وصلات خارجية
- لويز دوبسون على موقع أوليمبيديا (الإنجليزية)
- لويز دوبسون على موقع اللجنة الأولمبية الأسترالية (الإنجليزية)
- لويز دوبسون على موقع اتحاد ألعاب الكومنولث (مؤرشف) (الإنجليزية)